# Marcipa maculiferoides
Marcipa maculiferoides är en fjärilsart som beskrevs av Embrik Strand 1914. Marcipa maculiferoides ingår i släktet Marcipa och familjen nattflyn. Inga underarter finns listade i Catalogue of Life.